# Georg Kuhlmann
Johannes Georg Kuhlmann (* 9. April 1812 in Kummerfeld, Holstein; † 20. Juli 1876 in Bad Soden am Taunus) war ein deutscher Konfident und religiöser Sozialist.

## Leben

### Jugend und Studium
Georg Kuhlmann war der Sohn eines Schullehrers aus Kummerfeld. Sein Bruder Wilhelm Ferdinand (* 20. Mai 1821) wurde am 2. April 1864 „wegen Raubmord und wiederholten kleinen Diebstahls zu lebenswieriger Zuchthausstrafe“ vom „Holstein-Lauenburgischen Oberappellationsgericht zu Kiel“ verurteilt. Die ersten elf Lebensjahre verbrachte er mit dem Hüten von Kühen und Schafen. Danach soll er bei dem Pfarrer Willich, dem Schwager [?] Schleiermachers, auf Rügen gewesen sein. 1828 wurde er auf das dänische Gymnasium in Altona geschickt, das unter der Leitung von Johann Hans Cord Eggers stand und später auf das von Eutin. Nach dem Abitur studierte er ab dem 24. Juni 1830 Theologie an der Universität Greifswald. Am 5. April 1832 wurde er exmatrikuliert. Das Studium schloss er mit einer Promotion ab.
Danach wandte er sich nach Heidelberg, das er aber wegen hoher Schulden verlassen musste. 1833 war er in Zürich und gab Stunden als Privatlehrer. Um 1836 bat er den dänischen König um finanzielle Unterstützung, die ihm auch gewährt wurde und lebte vier Jahre in Kopenhagen. Schließlich reiste er 1840 auf Kosten der dänischen Regierung nach Altona bzw. Hamburg. 1837 erscheint sein Buch „Allgemeine Weltgeschichte für das gesammte Volk, Gelehrte und Nichtgelehrte, Schule und Haus, aus jedem Stande. Nach den Quellen verfasst“. 1839 zeichnet er den Artikel „Denkwürdiges aus alten Gesetzgebungen, zum Vergleich mit dem Charakter der neuen Zeit“ mit „D. Johannes Georg Kuhlmann in Leipzig“. Am 23. Juni 1843 berichtet der Konfident Wilhelm Fischer aus Mainz: „Seit etwa zwei Monaten hält ein gewisser Dr. Kuhlmann aus Holstein (bei Altona) in Mainz mit Genehmigung der Regierung Vorträge über ‚Die geistigen und materiellen Bedürfnisse unserer Zeit‘, die im allgemeinen jener Richtung angehören, in welcher in der Tat die Lösung der wichtigsten Zeitfragen gesucht und gefunden werden muß. […] Es fragt sich nun vor allem, ob die Ansichten und Bestrebungen des Dr. Kuhlmann dieser Grundbedingung entsprechen. Es dürfte Kuhlmann selbst schwerfallen, auf diese Frage eine genügende Antwort zu geben. In seinen Vorlesungen (deren oben angegebener Titel übrigens von ihm selbst gewählt ist) hat derselbe eine auf rein theoretischer Grundlage beruhende Schilderung eines ‚ideellen‘ Staates und einer ideellen Gesellschaft gegeben. Von den Mitteln aber, durch welche man diesen Idealen auch nur entfernt entgegenstreben könnte, war nirgends eine Spur zu entdecken. Der Inhalt seiner Vorlesungen aber läßt sich treffend bezeichnen, daß sie viel Wahres und viel Neues enthalten, nur schade, daß das Wahre nicht neu und das Neue nicht wahr ist.“ Ein anderer Konfident, Hermann Friedrich Georg Ebner berichtete am 18. September 1843 aus Frankfurt am Main: „Dr. Kuhlmann macht immer noch verzweifelte Versuche, zu seinen fourieristischen Vorlesungen dahier zu kommen, allein, er findet wenig Subskribenten und bettelt sich so durch. Und doch will er nicht ungehört von hier scheiden“. Ob er aus Frankfurt ausgewiesen wurde, ist nicht erwiesen. Vielmehr ist anzunehmen, dass er im Auftrag der Mainzer Zentraluntersuchungskommission des Fürsten Metternich in die Schweiz ging, um über das Junge Deutschland und über die junge Arbeiterbewegung, den von Weitling in der Schweiz geleiteten Bund der Gerechten, Informationen zu sammeln.

### In der Schweiz
Im Frühjahr 1844 trifft Kuhlmann in der Schweiz ein und nimmt Kontakt mit Julius Fröbel und Ludwig Seeger auf. Danach wendete er sich nach La Chaux-de-Fonds zu Hermann Döleke, der ihn mit einer Empfehlung an Wilhelm Marr in Lausanne versah. „Der Kerl hat eine Art Christuskopf […] spricht viel von Offenbarung, scheint aber sonst ein ganz ordentlicher Bursche zu sein, auch wenn Du ihn etwas zurecht hobeln kannst. Vielleicht kann er uns in unserer Stellung zu den Communisten nützen. Der arme Teufel sitzt augenblicklich arg im Pech, greif ihm unter die Arme“. Kuhlmann nahm also zuerst Kontakt mit den ‚Jungdeutschen‘ auf. Nachdem ihn aber Marr abgefertigt hatte, wandte er sich den Kommunisten um August Becker zu und wurde von diesen auch materiell unterstützt. Der Waffenschmied Karl Greif vom Lausanner „Kommunistenverein“ schrieb am 8. November 1844: „Der Verein hat vor kurzem bedeutende Ausgaben gemacht, um die ausgezeichneten Vorlesungen des Dr. Kuhlmann, von dem ihr schon gehört haben werdet, möglich zu machen. Diese Vorlesungen werden in Kürze im Druck erscheinen und wir machen Euch darauf aufmerksam. Ihr werdet darin den Sozialismus von einer neuen, glänzenden und humanen Seite kennenlernen, von einer Seite, die alle ehrlichen und edlen Gegner zum Schweigen bringen und versöhnen wird.“ Sein Buch „Die Neue Welt oder das Reich des Geistes auf Erden. Verkündigung“ wurde auf Kosten des Arbeitervereins unter Becker gedruckt und vertrieben. August Becker schrieb im Vorwort: „Die Wissenschaft [der Philosophie] hat uns nur noch unglücklicher gemacht, indem sie das Gebäude unseres bisherigen Glaubens (durch Strauß, die Bauer, Feuerbach u.s.w.) zerstören ließ, ohne ein anderes dafür aufzubauen“.
Moses Heß veröffentlichte im Dezember-Heft des Gesellschaftsspiegels 1846 eine erste Kritik an Kuhlmanns Buch („Umtriebe der kommunistischen Propheten“), die später erweitert wurde für die geplante „Vierteljahrsschrift“ und als Manuskript in die Deutsche Ideologie einging. Im zweiten Band der Deutschen Ideologie kamen die Verfasser im fünften Kapitel unter der Überschrift „‚Der Dr. Kuhlmann aus Holstein‘ oder Die Prophetie des wahren Sozialismus. ‚Die Neue Welt oder das Reich des Geistes auf Erden. Verkündigung‘“ zu dem Schluss: „Die Lehre des Propheten ist in jedem Sinne beruhigend, und man kann sich nach diesen Proben seiner heiligen Schrift gewiß nicht über den Beifall wundern, den sie bei einigen gemütlichen Schlafmützen gefunden hat“.
In dem Artikel „Communismus“ im Staatslexikon von Rotteck und Welcker heißt es über Kuhlmann und sein Buch: „In macher Beziehung trat ihm [Weitling] später ein gewisser Dr. Kuhlmann entgegen, der sich darin ein nicht allzu hochveranschlagendes Verdienst erwarb, daß seine gläubigen Anhänger von einer Richtung ablenkte, die in weiterer Fortsetzung zum Materialismus ausschlagen konnte. Sonst ist die einzige von ihm bekannt gewordene Schrift, deren Titel schon viel Hochmuthsnarrheit verräth, ein in der feierlich zuversichtlichen Sprache der selbstgenügsamen Beschränkheit vorgetragener Wirrwarr; zumal mit einigen Absprüngen in das Gebiet der Psychologie, die mitunter an die ‚psychologischen Studien über Kirche und Staat von Dr. Bluntschli‘ erinnern.“

### Letzte Jahre
Im Sommer 1845 wurde er mit anderen aus den Kantonen Waadt und Neuenburg ausgewiesen. Er ging nach Stuttgart, wo er mit Johannes Ronge, Heinrich Loose und Christoph Friedrich Grieb von der deutsch-katholischen Bewegung bekannt wurde. Im Februar 1846 hielt sich Kuhlmann in Aachen, Trier, Mannheim, Köln und Mainz auf. In einem Gespräch mit Wilhelm Fischer machte er ihn mit seinem „System“ vertraut. „Er predigt einen geläuterten Sozialismus, der auf das entschiedenste gegen den krassen Kommunismus ankämpft, dann aber auch dem Fourierismus entgegentritt, weil dieser bei seinem Systeme der Organisation der Arbeit rein auf die Befriedigung der physischen Bedürfnisse zunächst, ja ausschließlich hinsieht. Kuhlmanns sozialistisches System hat, weil es dem Geiste alles unterordnet, eine religiöse Grundlage. Es will die Menschen zu Brüdern machen, und um dieses zu erreichen, arbeitet es daraufhin, die Krebsschäden der Gesellschaft in materieller Beziehung dadurch zu heilen, daß dem Kapitale, welches jetzt als schaffende und einflußreiche Person überall auftritt, sein Wert genommen werde. Dem Besitze sollen seine Rechte unverkümmert bleiben, die Besitzenden sollen auch durch die Notwendigkeit (das heißt durch die weitere Verbreitung des Sozialismus) gezwungen werden, sich diesem anzuschließen, wodurch ihr Besitz den Wert verliert, den er in der alten, das ist die jetzige Welt, hatte.“
Das Londoner kommunistische Korrespondenz-Komitee meldet am 6. Juni 1846 an Karl Marx in Brüssel: „Die Schweizer und Pariser haben uns bis jetzt mit einer solchen Masse Schriften bombardiert, die wir nicht loswerden können (unter anderen 125 Stück neue Welten von Kuhlmann-Jesus).“ Noch am 9. Juni 1847 bedauerte der Bund der Kommunisten in einem Rundschreiben: „Die Lage des B[undes] in der Schweiz ist nicht so erfreulich, als wir es hätten wünschen mögen. […] und sich durch ganz klägliche Industrieritter, z. B. den feierlichen Georg Kuhlmann aus Holstein, aufs schnödeste ausbeuten ließen.“
Aus dem Jahr 1847 und 1848 sind einige Konfidentenberichte von Kuhlmann erhalten. Das nächste überlieferte Zeugnis von ihm ist der Aufsatz „Was ist das Od?“ aus dem Jahr 1856. Darin zeigt sich Kuhlmann als ein Anhänger des Mesmerismus und der von Karl von Reichenbach aufgestellten Theorie über das Od (von Odin), das eine Lebenskraft sein sollte. In seinen Studien behauptete von Reichenbach, dass besonders begabte Menschen, er nannte sie Sensitive, in dunklen Räumen schwache Lichterscheinungen bei Magneten wahrnehmen können. Kuhlmann schloss sich dieser Behauptung an.
Im März 1873 veröffentlichte Kuhlmann in Dresden einen Aufruf zur Gründung einer Zeitschrift „Der Herold des Tages, Zentralorgan des ‚Hort‘“. Er wollte 5000 Taler Startkapital sammeln und ab 1. Juli 1873 den „Herold“ erscheinen lassen und außerdem seine Vorträge unter dem Titel „Das Wort der Zeit“ damit finanzieren. Ein Rezensent der Broschüre der Berliner philosophischen Gesellschaft merkte unter der Überschrift „Ein grossartig angelegter Weltverbesserungsplan“ dazu an: „so lautet die Ankündigung des Herrn Georg Kuhlmann, eines Europamüden, dem, verzehrt ganz vom Weltschmerz des Pessimismus der Schopenhauer oder Hartmanne, nichts mehr gefallen will im Westen der alten Welt, weder ihr religiöses, noch politisches noch sociales Treiben; der dabei aber nicht die Anker lichtet nach der neuen Welt“. Die angekündigte Zeitschrift ist nie erschienen.
Johannes Georg Kuhlmann starb während einer Kur in Bad Soden, zu diesem Zeitpunkt hatte er seinen Wohnsitz in Berlin.

## Spitzelberichte (Auswahl)
„Es gibt im ganzen nördlichen Deutschland wohl keine Stadt, die für das Aufkommen und Gedeihen der sozialen Bestrebungen der neuen Zeit weniger geeignet wäre als Berlin. […] Dieser Zustand des absoluten Zweifels führte auf der einen Seite zur völligen Indifferenz, auf der anderen Seite zu unbegrenzter Negations- und Streitsucht oder zum einseitigen Kritizismus, dessen äußerste Spitze der bekannte Stirner bildet, dessen Buch „Der Einzige und sein Eigentum“ auf dieser Seite auch unter allen Büchern am höchsten gepriesen wird.“

„Die Frau Bettina von Arnim wird in diesen Tagen ihre achtwöchige Gefangenschaft in der Hausvogtei antreten. Man glaubt, sie werde diese Strafe mit Vergnügen tragen, um der Regierung zu zeigen, daß sie deren Gnade verschmähe. Diese Frau wird hier allgemein geachtet und steht hier in einem großen Ansehen, und dieses wird auch durch ihre Gefangenschaft bedeutend erhöht werden.“

„Georg Schirges, ein ehemaliger intimer Freund A. Beckers, der Redakteur des Telegraphen und der Werkstatt, steht an der Spitze des Verein und widmet demselben fast alle Zeit und Kräfte. Er bekennt sich zu keinem bestimmten Sozialsystem, sondern lebt in der Ansicht, daß sich alles im Leben von selbst bilden und gestalten müsse, und daß man dieser Selbstentwicklung in keiner Weise vorgreifen dürfe.“

## Werke
- Commentationes duae inaugurales, quarum altere de notione, fine et usu historiae universalis agit, altera in eo versatur, ut exponat, quid liberi antiquitatis populi de regno variis que rerum puclicarum formis statuerint.
- Zweck und Nutzen der allgemeinen Weltgeschichte für das menschliche Leben. Zur Beherzigung fürs gesammte deutsche Volk. Mit Bezug auf die allgemeine Weltgeschichte. Leipzig / Hamburg / Itzehoe 1835
- Allgemeine Weltgeschichte für das gesammte Volk, Gelehrte und Nichtgelehrte, Schule und Haus, aus jedem Stande. Nach den Quellen verfasst. 1. Bd. Schuberth & Niemeyer, Leipzig / Hamburg / Itzehoe 1837
- Denkwürdiges aus alten Gesetzgebungen, zum Vergleich mit dem Charakter der neuen Zeit. In: Neue Jahrbücher der Geschichte und Politik. Hrsg. von K. H. L. Pölitz. Brockhaus, Leipzig 1839, S. 115–144 Digitalisat
- Die Neue Welt oder das Reich des Geistes auf Erden. Verkündigung. M. Vaney, Genf 1845 Digitalisat
- Was ist das Od? In: Illustrirtes Familienbuch zur Unterhaltung & Belehrung häuslicher Kreise. Triest 1856, S. 193–200
- Programm einer Zeitschrift zur Erörterung der grossen Lebensfragen der Gegenwart vor allem der religiösen, der sittlichen und der sozialen, unter dem Titel: Der Herold des Tages, Zentralorgan des ‚Hort‘ verbunden mit einer Einladung an Alle, den es willkommen ist, zur Förderung des Unternehmens. Druck Schubert und Kreschmar, Dresden 1873 SLUB Dresden